# Ole Marius Aasen
Ole Marius Aasen (Hommersåk, 14 aprile 1992) è un calciatore norvegese, attaccante del Notodden.

## Carriera

### Club
Aasen ha iniziato la carriera professionistica con la maglia del Viking. Ha esordito nell'Eliteserien il 28 marzo 2010, sostituendo Alexander Ødegaard nella sconfitta per 2-1 sul campo dello Strømsgodset.
Svincolatosi dal Viking, è tornato al Riska. Nell'estate del 2013, ha firmato un contratto amatoriale con il Sandnes Ulf 2, formazione riserve della squadra omonima.
Il 25 febbraio 2014 è stato ufficialmente ingaggiato dallo Strømmen.
Il 19 dicembre 2016 è stato reso noto il suo passaggio al Notodden, a cui si è legato con un contratto biennale. Il 22 dicembre 2017 è stata ufficializzata la separazione tra le parti, con un anno d'anticipo sulla naturale scadenza dell'accordo.

## Statistiche

### Presenze e reti nei club
Statistiche aggiornate al 22 dicembre 2017.
| Stagione        | Club            | Campionato      | Campionato | Campionato | Coppe nazionali | Coppe nazionali | Coppe nazionali | Coppe continentali | Coppe continentali | Coppe continentali | Supercoppe | Supercoppe | Supercoppe | Totale | Totale |
| Stagione        | Club            | Comp            | Pres       | Reti       | Comp            | Pres            | Reti            | Comp               | Pres               | Reti               | Comp       | Pres       | Reti       | Pres   | Reti   |
| --------------- | --------------- | --------------- | ---------- | ---------- | --------------- | --------------- | --------------- | ------------------ | ------------------ | ------------------ | ---------- | ---------- | ---------- | ------ | ------ |
| 2010            | Viking          | ES              | 5          | 0          | CN              | 1               | 0               | -                  | -                  | -                  | -          | -          | -          | 6      | 0      |
| 2011            | Viking          | ES              | 1          | 0          | CN              | 3               | 0               | -                  | -                  | -                  | -          | -          | -          | 4      | 0      |
| 2012            | Viking          | ES              | 0          | 0          | CN              | 0               | 0               | -                  | -                  | -                  | -          | -          | -          | 0      | 0      |
| Totale Viking   | Totale Viking   | Totale Viking   | 6          | 0          |                 | 4               | 0               |                    | -                  | -                  |            | -          | -          | 10     | 0      |
| gen.-ago. 2013  | Riska           | 4D              | ?          | ?          | CN              | -               | -               | -                  | -                  | -                  | -          | -          | -          | ?      | ?      |
| ago.-dic. 2013  | Sandnes Ulf 2   | 3D              | ?          | ?          | -               | -               | -               | -                  | -                  | -                  | -          | -          | -          | ?      | ?      |
| 2014            | Strømmen        | 1D              | 16         | 5          | CN              | 0               | 0               | -                  | -                  | -                  | -          | -          | -          | 16     | 5      |
| 2015            | Strømmen        | 1D              | 24         | 4          | CN              | 2               | 0               | -                  | -                  | -                  | -          | -          | -          | 26     | 4      |
| 2016            | Strømmen        | 1D              | 20         | 3          | CN              | 0               | 0               | -                  | -                  | -                  | -          | -          | -          | 20     | 3      |
| Totale Strømmen | Totale Strømmen | Totale Strømmen | 60         | 12         |                 | 2               | 0               |                    | -                  | -                  |            | -          | -          | 62     | 12     |
| 2017            | Notodden        | 2D              | 20         | 6          | CN              | 3               | 0               | -                  | -                  | -                  | -          | -          | -          | 23     | 6      |
| Totale          | Totale          | Totale          | 86+        | 18+        |                 | 9+              | 0+              |                    | -                  | -                  |            | -          | -          | 95+    | 18+    |